# Leipziger Schriftstellerverein

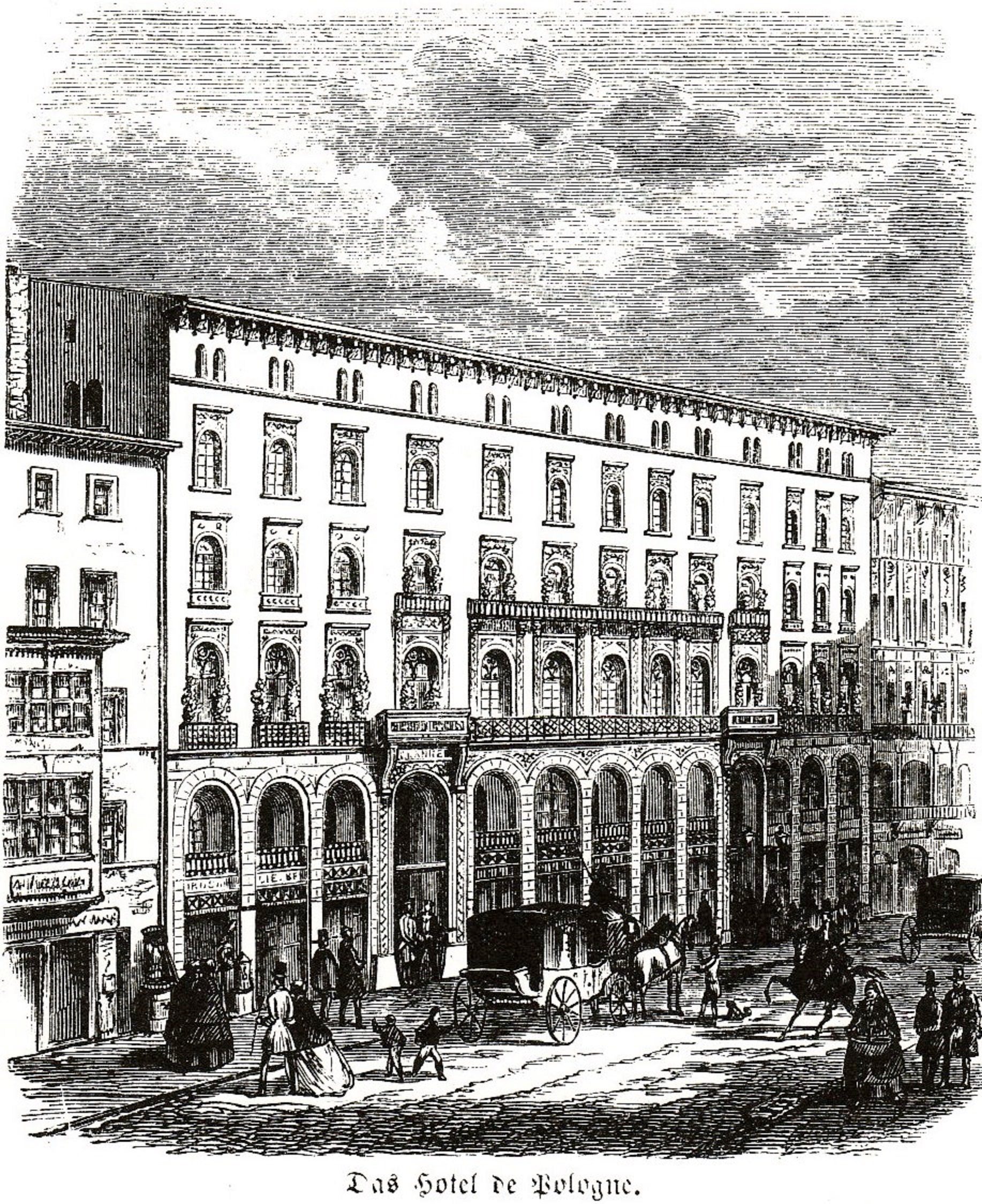
Das Hôtel de Pologne in der Hainstraße Leipzig 1848. Hier fanden die Versammlungen und Festlichkeiten des „Leipziger Schiller- und Schriftstellervereins“ statt.

Der Leipziger Literatenverein gründete sich im Januar 1842, Leipziger Schriftstellerverein nannte er sich ab 1846. Zielsetzung war die rechtlichen, wirtschaftlichen und politischen Interessen der Schriftsteller wahrzunehmen unter Ausschluss ästhetischer und rein politischer Fragen.

## Geschichte

### Literatenverein
In Leipzig wurde 1840 auf Betreiben Robert Blums das erste Schillerfest gefeiert; die Schriftsteller begeisterten sich an dem großen Vorkämpfer für Recht, Wahrheit und Freiheit, und diese Begeisterung wirkte sich auch auf die Gründung von Organisationen der Schriftsteller Leipzigs aus. Noch im Winter 1840/41 schlossen sich die Leipziger Literaten zusammen; ihre Zusammenkünfte waren vor allem geselliger Natur. Auf Betreiben Robert Blums und Robert Hellers fanden sich 17 Leipziger Literaten zur Gründungsversammlung im Januar 1842 ein.
Aus den Schriftstellern Robert Blum, Karl Herloßsohn und Gustav Kühne wurde ein Ausschuss zusammengesetzt, der die Statuten entwerfen sollte. Der maßgebliche Initiator des Zusammenschlusses, Robert Blum, verzichtete im Voraus auf die Wahl in den Vorstand, weil er als Redakteur der Vaterlandsblätter sich der Regierung sicher verdächtig gemacht hätte. Hundertdreißig Autoren und Verleger wollten den Schriftsteller als legitimen bürgerlichen Beruf anerkannt wissen.
Bekannte Mitglieder waren u. a. Heinrich Wuttke, Georg Günther, Carl Biedermann, Friedrich Brockhaus, Heinrich Brockhaus, Hoffmann von Fallersleben, Heinrich Laube, Hermann Schletter und Friedrich Steger.
Die Mitglieder boten ein vielfarbiges Bild. Nicht nur, dass neben den Schriftstellern verschiedener literarischer Richtungen lediglich an Problemen der Literatur Interessierte zu finden waren, auch deren politische Überzeugungen ganz unterschiedlich.
Seinen sozialen Aufgaben kam der Leipziger Literatenverein durch die Schaffung eines Unterstützungsfonds für hilfsbedürftige Literaten nach. Die dafür erforderlichen Mittel beschaffte er sich durch literarische Abendunterhaltungen.
Die Sitzungen des Literatenvereins fanden anfangs einmal die Woche am Freitag, später dann am Montag, meist im „Hotel de Pologne“ in der Hainstraße statt. Während der Sommermonate, wenn die Schriftsteller auf Reisen gingen, fanden keine Sitzungen statt. Erst im September wurden die Sitzungen wieder aufgenommen.
Mit der Fertigstellung des Lesemuseums in der Petersstraße hatte der Verein seit dem 29. September 1845 seine regelmäßige Bleibe gefunden. Das Lesemuseum bot aktuelle Zeitungen und Zeitschriften, die auch von den Mitgliedern des Vereins eingesehen werden durften.
Der Leipziger Literatenverein wandte sich mit Resolutionen an die sächsische Regierung, um Zensur und Nachdruck zu bekämpfen. Die Erfolge waren bescheiden. Forderungen nach Pressefreiheit beim ersten Schriftstellertag im April 1845 in Leipzig, zogen es nach sich, dass der Verein observiert wurde.

### Schriftstellerverein
Der „Leipziger Literatenverein“ nannte sich ab 1846 „Leipziger Schriftstellerverein“.
Der erste Adressat, an den sich der Schriftstellerverein wandte, war der Staat. Die Arbeit des Schriftstellers sollte unter gesetzlichen Schutz gestellt werde, das bedeutet: Verbot des Nachdrucks und der Zensur und Eintreten für ein Urheber- und Verlagsrecht. Eine Erfüllung dieser Forderung, so glaubten sie, bringe auch eine wirtschaftliche Besserstellung der Schriftsteller mit sich.
Eine Reihe von Schriftstellern hatte sich mit der Zensur bereits abgefunden, andere wiederum waren der Meinung, wo Zensur sei, da höre das Recht auf und wollte eine Abschaffung der Zensur. Nach Gründung des Deutschen Reiches wurde das Problem Zensur durch das Reichspreßgesetz vom 7. Mai 1874 geregelt.
Daneben galten die Bestrebungen des Vereins dem Kampf gegen den Nachdruck, mit anderen Worten der Gestaltung eines Urheber- und Verlagsrechtes. Am 22. Februar 1844 erschien das sächsische Urheberschutzgesetz, das, wie in einer Petition vorgeschlagen, eine Schutzfrist von 30 Jahren nach dem Tode festlegte.
Der Zweite Adressat waren die Schriftsteller. Im Jahre 1845 berief der Leipziger Literatenverein die erste deutsche Schriftstellerversammlung nach Leipzig ein.
Nach 1848 stand der Leipziger Schriftstellerverein unter strenger Polizeiaufsicht und durfte nur nach vorheriger Genehmigung und in Gegenwart eines Beamten tagen, was ihn zur Bedeutungslosigkeit verdammte.
Erst 1865 fand eine zweite Schriftstellerversammlung ebenfalls in Leipzig statt. Der Deutsche Schriftstellerverein zu Leipzig erließ eine von Dr. Hermann Friedrich Friedrich als Vorsitzendem und Carl Cramer als Schriftführer unterzeichnete Einladung zu einem am 19. und 20. August 1865 in Leipzig abzuhaltenden Schriftstellertag. Gegenstand der Verhandlungen waren Bildung eines allgemeinen Deutschen Schriftstellerbundes, Feststellung des Begriffs des schriftstellerischen Eigentums sowie des Nachdrucks und die deutschen Theaterverhältnisse und die Tantieme für Bühnendichter.
Heinrich Wuttke leitete den Leipziger Schriftstellerverein von 1852 bis 1863 danach übernahmen J. Fürst, Dr. Hermann Friedrich Friedrich, Dr. Gustav Eduard Benseler und G. Sandbank dieses Amt. Carl Eduard Cramer übernahm von 1863 bis 1870 den Part des Schriftführers und von 1876 bis 1883 war er Vorstand des Schriftstellervereins.

## Publikationen
- Vierter Jahresbericht über die Wirksamkeit des Literatenvereins zu Leipzig 1845
- Fünfter Jahresbericht über die Wirksamkeit des Schriftstellervereins zu Leipzig 1846
- Denkschrift über das geistige Eigenthum. Nach Beschluß des deutschen Schriftstellertages vom 20. August 1865 veröffentlicht. Heinrich Wuttge, 1866.